# Arnold Johansen
Arnold Johan Johansen, född 27 juli 1953 i Nordreisa i Finnmark fylke, är en norsk grafiker och fotograf.
Arnold Johansen utbildade sig på Statens Kunstakademi i Oslo 1974-81.
Han gör porträtt och landskap och berörntamata som identitet och tillhörighet. Han har utvecklat en teknik som han kallar "brettefoto", som gör att verket ändrar utseende när det betraktas ur olika vinklar när betraktar år förbi. I verket ingår två fotografier av samma person, vilken med olika kläder visar tillhörighet i olika kulturer. 
Arnold Johansen bor och arbetar i Hammerfest.

## Offentliga verk i urval
- Goliat-plattformen i Barentshavet, uppdrag lämnat 2013
- Eni Norges huvudkontor i Hammerfest, 2013
- Forsan kraftstatjon, 2011-12
- Senter for Nordiske folk i Manndalen i Kåfjords kommun, 2011
- vetenskapsbyggnaden Diehtosiida i Kautokeino, 2009
- Keramiskt silkscreentryck på glas, 300 kvadratmeter, Tann-byggnaden på Universitetet i Tromsø, 2007
- Finnmark sykepleierhøyskole i Hammerfest, 1988